# Adelstitlar
Adelstitlar är benämningar eller titlar, som i sin ännu bevarade form uppkom inom medeltidens feodalväsen. Adeln sågs som en särskild samhällsklass av "stormän" som gavs speciella privilegier, och fungerade ofta som "småkungar" (vasaller) över sina förläningar, som hjälp åt rikets monark, fast med lägre rang. Flertalet titlar har gått i arv, men vissa är enbart personliga.
Ett vanligt privilegium var att adeln (liksom prästerskapet) var frälse, befriad från egen skattskyldighet, som regel om man tillhandahöll en militär styrka ("rusttjänst") för herrens eventuella behov. I fornssvenskan betydde frälse "frihet", till skillnad från livegen eller träl. Frälse var en titel för en gårdsägande bonde fri från beskattning, så länge gården gavs frälsestatus, och titeln ärvdes inte med automatik.

## Rörelse i hierarkin
En person eller ätt kunde stiga i rang på olika sätt och låg- och högadel utgjorde på 1400-talet 0,5-2% av befolkningen i Europas större länder, varav högadel knappt en tiondel, och hälften av all jord i England tillhörde adeln. Genom sammanslagning av mindre riken vid arv eller giftermål kunde större bildas. Titlar gavs som belöning för krigstjänst för de styrande, och man köpte sig positioner med strategiska äktenskap, där man betalade skyhög hemgift för att ens dotter skulle få gifta sig med en högt rankad yngling. Ekonomiska medel kunde användas på olika sätt för att stiga i hierarkin, tillsammans med slughet och ibland fabricerade släkttavlor. Men genom duglighet steg t.ex. familjen de la Pole från fiskare till hertig på fem generationer, i William de la Pole, 1:e hertig av Suffolk.
Man kunde också bli degraderad eller utesluten ur riddargillet, för kätteri, förräderi eller feghet på slagfältet. Många valde att inte utnyttja sin rätt till en adelstitel av ekonomiska skäl och för att kunna ägna sig åt "oadliga sysslor". I regel fördes adelskapet inte över på spinnsidan, vilket gjorde att många adliga ätter dog ut hela tiden, och franska kungar på 1300-talet utfärdade därför adelsbrev i massor för att fylla på med nya adelsmän. Vanligen ärvdes tronen och titeln av äldste sonen eller äldste brodern, beroende på rike, och i vissa fall av döttrar eller makar (exempelvis jure uxoris), annars kunde man gå bakåt i släktträdet för att finna en annan gren som hade rätt till tronen. För att ättens förläningar skulle hållas bland "de egna" förekom ofta kungliga äktenskap med inavel i de europeiska furstliga husen. Samtidigt var man ofta välvilligt inställd till att låta potentiella fienders döttrar gifta in sig i släkten, och så förbättra de politiska relationerna, och äktenskapen arrangerades ofta redan då barnen var små, med bröllop då de kommit i puberteten och kunde skaffa arvtagare till tronen.

## Användning i olika länder
Vissa titlar som inte är i praktiskt bruk idag finns också med i förteckningen. Skillnaden ifrån medeltida feodalsystem och senare kejsardömen är stor mot dagens republiker.

### Sverige
Det finns efter 1626 års riddarhusordning två olika adelstitlar som används av svensk introducerad adel:
1. greve
2. friherre, vars tilltal är baron. Hustrun kallas dock alltid friherrinna.

Det finns även fler adelstitlar utomlands, varav en del titelinnehavare finns i Sverige.
1. furste/prins – i några språk (ex. engelska) används motsvarigheten till "prins" även för "furste" (monark), vilket ofta orsakar felöversättningar till språk som gör åtskillnad mellan dessa
2. hertig (fornsvenska härtogher, efter lågtyska hertoch, 'härförare'[7]) – i Sverige bland annat hertig d'Otrante eller för medlem av kungahus ("hertigen av Jämtland"[7])
3. markgreve/markis (av medellatinets marchio, ty. Markgraf;[8] av fr. marquis från medellatinets marcha, 'gräns(land)' med germanskt ursprung[9]) – främst i Sverige genom Claes Lagergren och hans ättlingar, som dock skriver sig markis.
4. greve (av meddellågtyska grêve;[10] eng. count, fr.. comte, po. hrabia, it. conte, kat. comte[11], sp. conde, port. conde, av latinets comes, "tillsynsman")
5. vicomte (av latinets vice comes;[12] eng. viscount, fr. och ty. vicomte, po. wicehrabia, it. visconte, sp. vizconde, port. visconde)
6. baron (av germanskt ursprung; fornhögtyska baro betyder "stridbar man"[13])

De svenska titlarna används även i Finland. I Danmark motsvaras grevinna (i betydelsen "grevedotter"), friherre och friherrinna av komtesse, baron och baronesse.

### Storbritannien
I England innebär följande titlar pärsvärdighet:
1. duke/duchess (hertig/hertiginna; Storbritannien har både kungliga och icke-kungliga hertigar och hertiginnor)
2. marquess/marchioness (markis/markisinna)
3. earl/countess (greve/grevinna; utländsk sådan kallas count)
4. viscount/viscountess (’vicegreve’, i rang mellan greve och baron)
5. baron/baroness (i Skottland "Lord of Parliament"; ungefär friherre/friherrinna)

Dessutom finns gentry, vilka har rang och vissa rättigheter, men som inte alltid räknas som adliga:
1. Baron (Skottland), ärftlig titel
2. baronet (ärftlig titel)
3. knight (icke ärftlig titel)
4. esquire
5. gentleman

Dessa tituleras Sir och hustrun i dagligt tal Lady. Den senares formella titel är dock Dame.
Av de högre titlarna används endast Duke/Duchess (Your Grace, eller Your Royal Highness för kungliga hertigar och hertiginnor) i vanligt tilltal. I övrigt tilltalas högadeln Lord/Lady (Your Lordship/Ladyship).
I Skottland används samma titlar, men lord/lady används i stället för baron/baroness. Laird används som en beskrivande variant av lord men utan legal betydelse.

### Tyskland
I Tyskland används titlarna
1. Kurfürst/Kurfürstin (kurfurste/kurfurstinna)
2. Fürst/Fürstin (furste/furstinna)
3. Herzog/Herzogin (hertig/hertiginna)
4. Markgraf/Markgräfin (markis/markisinna)
5. Graf/Gräfin (greve/grevinna)
6. Freiherr/Freifrau (friherre/friherrinna)
7. Ritter (riddare)

De tyska titlarna används även i Österrike.

### Frankrike
De franska titlarna är
1. prince/princesse (furste/furstinna)[ifrågasatt uppgift]
2. dauphin (kronprinsen)
3. duc/duchesse (hertig/hertiginna)
4. marquis/marquise (markis/markisinna)
5. comte/comtesse (greve/grevinna)
6. vicomte/vicomtesse
7. baron/baronesse

De franska titlarna används även i Belgien.